# My Home Hero
My Home Hero (マイホームヒーロー Mai Hōmu Hīrō?) es una serie de manga escrita por Naoki Yamakawa e ilustrada por Masashi Asaki. Ha sido serializada en la revista de manga seinen de Kodansha's Shūkan Young Magazine desde mayo de 2017. Un anime de televisión producido por Tezuka Productions se estrenó el 2 de abril de 2023.

## Argumento
Tetsuo Tosu, un asalariado ordinario, descubre que su hija, Reika, ha sido abusada físicamente por su novio, Nobuto Matori. Tratando de aprender más sobre él, Tetsuo descubre el plan de Matori para extorsionar a los abuelos adinerados de Reika y descubre que él es miembro de un sindicato del crimen, con un historial de asesinato de sus exnovias. Lleno de rabia y miedo ante la idea de que Reika esté en peligro, Tetsuo termina matando a Nobuto y, con la ayuda de su esposa, Kasen, se deshace del cuerpo con éxito. Ahora, mientras los miembros del sindicato comienzan a cuestionar la repentina desaparición de Nobuto, Tetsuo y Kasen deben trabajar juntos para garantizar la seguridad de su hija y evitar que se involucre más en la situación.

## Personajes
Tetsuo Tosu (鳥栖 哲雄 Tosu Tetsuo?)
 Seiyū: Junichi Suwabe, Gerardo Ortega (español latino)
Tetsuo tiene 47 años y trabaja para una fábrica de juguetes. Le apasiona escribir y publica novelas policiacas en sitios especializados. Su nombre de nacimiento es Naeba, después de su matrimonio tomó el apellido de su esposa Kasen: Tosu. Tiene una hija llamada Reika a quien quiere proteger a toda costa. Cuando se da cuenta de que su hija está siendo golpeada por su novio, decide tomar medidas drásticas que cambiarán su vida.
Kasen Tosu (鳥栖 歌仙 Tosu Kasen?)
 Seiyū: Sayaka Ohara, Adriana Rodríguez (español latino)
Kaisen es la esposa de Tetsuo. Tiene 41 años y es ama de casa. Cuando se da cuenta de que su esposo ha cometido un asesinato para proteger a su hija, decide sin dudarlo ayudarlo. Es hija de un rico comerciante de kimonos y decidió romper con su familia para poder casarse con Tetsuo. Más adelante, ella y Tetsuo tienen otro hijo.
Reika Tosu (鳥栖 零花 Tosu Reika?)
 Seiyū: Chihiro Shirata, Nadia Lujambio (español latino)
Hija de Kasen y Tesuo, tras cumplir 18 años e ingresar a la universidad, comienza a vivir sola. Tiene su primer novio llamado Nobuto sin saber que es un yakuza, él es violento con ella y es su padre quien hará todo lo posible por protegerla sin que ella se dé cuenta.
Kyōichi Majima (間島 恭一 Majima Kyōichi?)
 Seiyū: Kent Itō, Fernando Rivas (español latino)
Kyōichi es un joven de 20 años que forma parte de la misma organización criminal que Nobuto. Cuando Nobuto desaparece, es Kyōichi quien se encarga de encontrarlo y muy pronto sospechará que Tetsuo lo ha matado.
Yoshitatsu Matori (麻取 義辰 Matori Yoshitatsu?)
 Seiyū: Shin-ichiro Miki, Beto Castillo (español latino)
Un abogado de la organización criminal y padre de Nobuto.
Nobuto Matori (麻取 延人 Matori Nobuto?)
 Seiyū: Keita Tada, Carlos Reynoso (español latino)
Nobuto Matori es el hijo de Yoshitatsu Matori. Es miembro de las yakuzas y fue el primer novio de Reika Tosu. Siempre golpeaba a Reika con frecuencia y tiene un historial de asesinato de exnovias. Testuo lo mata para proteger a su hija.
Hibiki (響?)
 Seiyū: Rumi Okubo
Una de las amantes de Nobuto. Debido a que fue tratada con amabilidad en comparación con las otras exnovias asesinadas, tiene un sentimiento favorable hacia Nobuto y es una de las pocas personas que realmente se preocupó por Nobuto cuando desapareció. Le dijo a Tetsuo la información de que "Nobuto en realidad traicionó a la organización criminal", dándole a Tetsuo la oportunidad de comprender la debilidad de la organización.
Kubo (窪?)
 Seiyū: Akio Otsuka
Despiadado líder de la organización criminal de la que son miembros Kyōichi y Nobuto. Cuando este último desaparece y dado que es hijo de Yoshitatsu Matori, un importante abogado de la organización, deberá utilizar todos los medios posibles para encontrarlo.

## Contenido de la obra

### Manga
My Home Hero está escrito por Naoki Yamakawa e ilustrado por Masashi Asaki. La serie comenzó en la revista de manga seinen de Kodansha Shūkan Young Magazine el 29 de mayo de 2017. En febrero de 2021, se anunció que la serie alcanzaría su clímax. Kodansha ha recopilado sus capítulos en dieciocho volúmenes tankōbon. El primer volumen se publicó el 6 de septiembre de 2017.
El manga está licenciado en Francia por Kurokawa y en España por ECC Ediciones.

#### Lista de volúmenes
| Volúmenes de manga publicados | Volúmenes de manga publicados | Volúmenes de manga publicados |
| Número                        | Fecha de lanzamiento          | ISBN                          |
| ----------------------------- | ----------------------------- | ----------------------------- |
| 1                             | 6 de septiembre de 2017       | ISBN 978-4-06-510139-1        |
| 2                             | 6 de diciembre de 2017        | ISBN 978-4-06-510543-6        |
| 3                             | 6 de marzo de 2018            | ISBN 978-4-06-511107-9        |
| 4                             | 6 de junio de 2018            | ISBN 978-4-06-511555-8        |
| 5                             | 6 de septiembre de 2018       | ISBN 978-4-06-512699-8        |
| 6                             | 4 de enero de 2019            | ISBN 978-4-06-514178-6        |
| 7                             | 5 de abril de 2019            | ISBN 978-4-06-515194-5        |
| 8                             | 5 de julio de 2019            | ISBN 978-4-06-516365-8        |
| 9                             | 6 de noviembre de 2019        | ISBN 978-4-06-517730-3        |
| 10                            | 6 de febrero de 2020          | ISBN 978-4-06-518478-3        |
| 11                            | 5 de junio de 2020            | ISBN 978-4-06-519993-0        |
| 12                            | 4 de septiembre de 2020       | ISBN 978-4-06-520690-4        |
| 13                            | 5 de febrero de 2021          | ISBN 978-4-06-522303-1        |
| 14                            | 6 de mayo de 2021             | ISBN 978-4-06-523348-1        |
| 15                            | 5 de agosto de 2021           | ISBN 978-4-06-524355-8        |
| 16                            | 5 de noviembre de 2021        | ISBN 978-4-06-525840-8        |
| 17                            | 4 de febrero de 2022          | ISBN 978-4-06-526783-7        |
| 18                            | 6 de octubre de 2022          | ISBN 978-4-06-529426-0        |

### Anime
El 19 de junio de 2022 se anunció una adaptación de la serie de televisión de anime. La serie es producida por Tezuka Productions y dirigida por Takashi Kamei, con guiones escritos por Kōhei Kiyasu, diseños de personajes de Masatsune Noguchi y música compuesta por Kenji Kawai. Se estrenó el 2 de abril de 2023 en Tokyo MX y BS NTV. El tema de apertura es «Ai no Uta» (愛の歌?), interpretado por Chiai Fujikawa, mientras que el tema de cierre es «Decided», interpretado por Dizzy Sunfist. Crunchyroll obtuvo la licencia fuera de Asia.
El 22 de marzo de 2023, Crunchyroll anunció que la serie había recibido un doblaje en español latino, la cual se estrenó el 23 de abril.